# Ljusskär (vid Gyltö, Korpo)
Ljusskär är en ö i Finland. Den ligger i Skärgårdshavet och i kommunen Pargas i landskapet Egentliga Finland, i den sydvästra delen av landet. Ön ligger omkring 62 kilometer sydväst om Åbo och omkring 200 kilometer väster om Helsingfors.
Öns area är 8,1 hektar och dess största längd är 450 meter i sydväst-nordöstlig riktning. Ön höjer sig omkring 10 meter över havsytan.